# Jan Samuel Chrzanowski

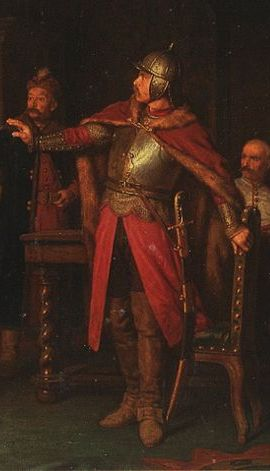
Jan Samuel Chrzanowski – fragment obrazu Leopolda Löfflera

Jan Samuel Chrzanowski (zm. 1688) – polski wojskowy, podpułkownik.

## Życiorys
Pochodził ze stanu mieszczańskiego, służbę wojskową rozpoczął w pułku Stanisława Koniecpolskiego. W 1673 walczył pod Chocimiem, w tym samym roku został kapitanem. Od 1674 służył w regimencie piechoty Aleksandra Niezabitowskiego, od 1675 regiment był własnością Jana Cetnera starosty szczurowickiego.
W czasie wojny polsko-tureckiej w 1675, trzydziestotysięczna armia turecka dowodzona przez zięcia sułtana serdara Ibrahima Szyszmana, posiłkowana przez Tatarów, wtargnęła na Podole. Po zdobyciu Zbaraża (27 lipca), Podhajec (11 września), 19 września około 10 000 Turków dotarło pod Trembowlę. Załoga zamku składa się z 80 zawodowych żołnierzy, garstki okolicznej szlachty i około 200 chłopów i mieszczan dowodzonych przez Chrzanowskiego. Na wieść o zbliżaniu się odsieczy polskiej, 11 października, Turcy zwinęli oblężenie i wycofali się za Dunaj. W obozie pod Buczaczem król Jan III Sobieski przyjął Chrzanowskiego oraz mianował oberstlejtnantem (podpułkownikiem).
Czyny Chrzanowskiego stały się sławne w kraju, 1676 Jan Chrzanowski stanął przed sejmem i został nobilitowany (przyjęty do herbu Poraj) oraz otrzymał nagrodę 5 000 złotych.
Od 1676 był komendantem miasta Lwowa. W 1682 został podstolim mielnickim.

## Literatura dodatkowa
- Kazimierz Piwarski: Chrzanowski Jan Samuel. W: Polski Słownik Biograficzny. T. 3: Brożek Jan – Chwalczewski Franciszek. Kraków: Polska Akademia Umiejętności – Skład Główny w Księgarniach Gebethnera i Wolffa, 1937, s. 459–460. Reprint: Zakład Narodowy im. Ossolińskich, Kraków 1989, ISBN 83-04-03291-0